# Christian Pferdmenges
Johann Christian Pferdmenges (* 5. Juni 1806 in Geneicken; † 6. April 1874 ebenda) war ein preußischer Unternehmer und Politiker.

## Leben
Pferdmenges war der Sohn des Fabrikanten Johann Henrich Pferdmenges (getauft 2. November 1777 in Geneicken; † 19. Juni 1855 ebenda) und dessen Ehefrau Helene Catarina geborene Driescher (getauft 13. Februar 1780 in Rheydt; † 13. März 1862 in Geneicken). Er war evangelisch und blieb unverheiratet.
Pferdmenges war von 1846 bis 1870 Mitinhaber der mechanischen Baumwollspinnerei „Wiedemann, Pferdmenges & Schmölder“ und Inhaber der Weberei „J.H. Pferdmenges & Sohn“. 1865 wurde er zum Kommerzienrat ernannt.
Er gehörte von 1846 bis 1874 dem Gemeinderat an und war von 1857 bis 1874 Stadtverordneter in Rheydt. 1871 und 1872 nahm er als Stellvertreter am Provinziallandtag der Rheinprovinz teil. Er war im Wahlbezirk der Städte Neuss, Grevenbroich, Wevelinghoven, Gladbach, Viersen, Dahlen, Odenkirche, Rheydt, Uerdingen, Kempen, Süchtelen, Dülken, Kaldenkirchen gewählt worden.
Daneben war er Ehrenpräsident des Landwehr-Unterstützungsvereins, Presbyter, Mitglied der Repräsentation der evangelischen Gemeinde Rheydt, Mitglied des Schulvereins in Geneicken, Vorstandsmitglied des Waisenhauses in Geneicken und der dortigen Kirchengemeinde. 